# Erythrocebus patas
O macaco-pata ou macaco-vermelho (Erythrocebus patas) é um Macaco do Velho Mundo, da subfamília Cercopithecinae, que ocorre em áreas semi-áridas do oeste da África até o leste deste continente. É a única espécie do gênero Erythrocebus. Evidências filogenéticas indicam que é mais próximo a Chlorocebus aethiops, sugerindo mudança na nomenclatura.